# Windows NT 3.5
Windows NT 3.5 (cu numele de cod "Daytona") este un sistem de operare dezvoltat de compania Microsoft, lansat la 21 septembrie 1994 (acum 27 de ani). Este cel de-al doilea release din seria Windows NT. În Ilulie, 1995 Windows NT 3.5 și pachetul său de servici 3 a fost declarat că respectă criteriile C2 Criteriile de evaluarea a sistemului informatic de încredere (TCSEC) American.